# Distillato di legno
Il distillato di legno, noto anche come acido pirolegnoso, liquore pirolegnoso o aceto di legno, è un liquido di colore ambrato derivato dalla piro-gassificazione di biomassa vegetale vergine.

## Storia
La distillazione secca del legno è un processo antichissimo, i reperti archeologici hanno evidenziato che il carbone di legna esiste da quando esiste il fuoco e la cui produzione, con metodi e tecniche differenti, ha accompagnato l'uomo nella sua storia.
Generalmente i resti di siti per la produzione di carbone vegetale, oggi conosciuto come Biochar, rinvenuti in aree con abbondanti foreste, consistono in ciocchi di legno impilati alle loro estremità per formare una catasta conica, lasciata aperta sul fondo per permettere l'ingresso di aria, con un pozzo centrale con la funzione di canna fumaria. L'intera catasta era poi coperta con zolle di terra o argilla umida. L'accensione avveniva dal basso, dalla canna fumaria, per poi propagarsi verso l'esterno e verso l'alto.
Questo processo per la produzione di carbone vegetale è rimasto invariato fino alla metà del XVII secolo, quando la produzione industriale del carbone vegetale iniziò ad attrarre interesse sui fumi emessi durante la reazione, investigati dal chimico tedesco Johann Rudolph Glauber. La sostanza condensata da questi fumi prese il nome di acetum lignorum e veniva consumata come sostituto dell'aceto di vino e per disinfettare ferite. Nei decenni successivi il distillato di legno fu oggetto di studi più approfonditi che ne definirono la composizione e venne utilizzato a partire dalla fine del XVIII secolo, in quella che può essere definita una primordiale industria chimica, per l'estrazione di acido acetico, alcool metilico e acetone.
Il periodo di massima popolarità del distillato di legno fu a cavallo tra il XIX e il XX secolo, essendo la distillazione secca del legno il metodo più efficiente di produzione di carbone vegetale ed estrazione di tutte le sostanze presenti nella condensazione dei fumi. L'avvento del petrolio e dei suoi derivati dopo la prima guerra mondiale ha causato il passaggio all'industria chimica moderna per il costo inferiore delle materie prime e dei processi di lavorazione. Il processo è stato da allora utilizzato soltanto in momenti di crisi economica e di approvvigionamento del petrolio durante il fascismo, quando i motori cosiddetti a gassogeno innescavano una reazione di pirolisi in un serbatoio contenente carbone per utilizzare il Syngas per alimentare il motore di trattori, camion e auto con l'esempio più celebre nell'Alfa Romeo 6C 1750 GS che corse la Mille Miglia del 1933 con l'equipaggio Ferraguti - Agostini; e di crisi economica e ambientale negli anni '70, quando a causa dell'elevato costo del petrolio per i paesi occidentali, alcuni veicoli vennero riconvertiti a gassogeno sotto una forte spinta ecologista che considerava già questa tecnologia come verde, rispettosa dell'ambiente e pulita.
Questi utilizzi non prevedevano però il recupero di nessuno degli altri prodotti del processo di piro-gassificazione. Fino a metà degli anni 2000 il distillato di legno e il BioChar, sono stati dimenticati.
Negli ultimi anni la necessità ineluttabile di trovare soluzioni nuove, sostenibili e rispettose dell'ambiente ha dato una forte spinta alla riscoperta di questi prodotti, che si inseriscono perfettamente all'interno del pensiero di economia circolare.

## Produzione
La produzione del distillato di legno avviene tramite la reazione di gassificazione o di pirolisi della biomassa vegetale vergine.
Il fumo emesso durante il processo viene raccolto e fatto condensare, in modo da separare il contenuto oleoso ed il catrame vegetale.
La tecnica di produzione è molto complessa, i tempi di produzione sono elevati e le quantità prodotte molto modeste. Nonostante tutto questo alcuni governi come il Giappone, le Filippine e Thailandia e la FAO incentivano l'auto-produzione del distillato di legno da parte dei piccoli coltivatori diretti tramite finanziamenti per l'acquisto dei materiali e corsi di formazione.
In Italia la produzione è realizzata da alcune aziende, con il recupero totale di tutti i sottoprodotti, tra cui distillato di legno e Biochar all'interno di un processo verde, sostenibile e che sequestra anidride carbonica dall'atmosfera.
La tecnologia messa in atto si differenzia dai consueti sistemi “gasogeni” o “pirogassificatori” in quanto proprio pensata per ottenere Biochar di qualità elevata e distillato di legno processato in una fase specifica del reattore in una condizione di “distillazione in controcorrente” per ottenere un prodotto concentrato di tutte le essenze presenti nelle biomasse.

## Composizione
Le componenti principali del distillato di legno sono l'acido acetico, i polifenoli e i tannini, in aggiunta a una varietà di minerali e composti per un totale di oltre 200 componenti.

## Proprietà
Per l'utilizzo in agricoltura la sua ricchezza di acido acetico e tannini lo rendono un eccezionale potenziatore delle difese delle piante e dello sviluppo dell'apparato radicale, rafforzando la pianta e rendendo più efficiente l'assimilazione degli elementi nutritivi micro e macro. Il distillato di legno è un prodotto sicuro per le persone, gli animali e l'ambiente.

## Usi
Il distillato di legno ha una varietà di usi grazie alla complessità della sua composizione.

### Agricoltura
Il distillato di legno viene usato principalmente in agricoltura, dove è molto apprezzato per le sue proprietà antimicrobiche e pesticide, antibatteriche e fungicide,  come coadiuvante per lo sviluppo delle piante, rivitalizzante del terreno, come corroborante' potenziatore delle difese delle piante e dello sviluppo dell'apparato radicale.
Il distillato di legno favorisce la germinazione dei semi e l'allegagione dei frutti, migliorando inoltre le proprietà chimico-fisiche e microbiologiche del suolo e aumentando la quantità del raccolto.
Può essere utilizzato spruzzato sulle foglie per accelerare il metabolismo della pianta e la fotosintesi o per migliorare l'assorbimento dei prodotti agro-chimici per aumentarne l'effettività, forma inoltre una pellicola adesiva naturale ed organica sulla vegetazione, nutritiva, biodegradabile, che aiuta a ridurre l’evapotraspirazione durante i periodi caldi e aumentando la resistenza agli stress idrici e rende la pianta meno gradita agli insetti.
Il distillato di legno è un prodotto naturale, organico e biologico.

### Allevamenti
Il distillato di legno può essere utilizzato per bagnare il cibo destinato agli animali, in modo da potenziare la fauna batterica intestinale e migliorare la salute e la crescita, o come deodorante nelle lettiere per contrastare la produzione di ammoniaca.

### Repellente
Il distillato di legno ha un peculiare odore di affumicato a causa del suo processo di estrazione, molti animali associano questo odore con quello di un incendio e tendono a evitare le aree trattate con questo prodotto. Nel sud est asiatico è tradizionalmente usato come repellente per gli insetti, e viene oggi utilizzato per potenziare l'effetto dei repellenti diminuendo la quantità di prodotti chimici, riducendo quindi i residui, nelle coltivazioni industriali.

### Compostaggio
La complessa composizione del distillato di legno crea condizioni ideali per la vita dei batteri alla base del processo di compostaggio, riducendo i tempi di processo.

### Impregnante per il legno
Grazie alla sua altissima concentrazione di tannini e acido acetico, il distillato di legno è un antimuffa naturale in grado di garantire la protezione dagli agenti patogeni.

### Prodotti di bellezza
Il distillato di legno viene utilizzato per la preparazione di trattamenti detossinanti, sali da bagno, saponi e altri prodotti per la cura della persona.